# Tibor de Machula
Tibor de Machula (hongarès: Machula Tibor)  (Cluj-Napoca, 30 de juny de 1912 - Utrecht i Abcoude, 18 de desembre de 1982) fou un violoncel·lista hongarès, professor de secundària.
Tibor Machula va néixer el 30 de juny de 1912 a Kolozsvár (Hongria, Àustria-Hongria, Cluj contemporani a Romania), va morir el 18 de desembre de 1982 a Abcoude (Països Baixos).
Tibor Machula als set anys va començar a estudiar a l'Acadèmia Nacional de Música i l'Acadèmia del Teatre d'Hongria. El seu professor va ser Adolf Schiffer. Va debutar en un concert als 12 anys amb l'Orquestra Filharmònica de Budapest, després va fer una gira a Itàlia. Degut al seu èxit, va rebre una beca per a: Institut de Música Curtis. Va rebre un diploma de Felix Salmond. El 1930 Machula va tornar a Hongria i es va incorporar al trio de Budapest. Van recórrer, Sud-àfrica, Escandinàvia i les colònies holandeses. Wilhelm Furtwängler el va convidar el 1936 a ser el violoncel·lista principal de l'Orquestra Filharmònica de Berlín. Va romandre allà onze anys. Des de 1947 fins a la seva jubilació el 1977 també va ser violoncel·lista primer d'orquestra a Amsterdam. També va impartir classes al "Conservatorium van Amsterdam".